# Altmärkisches Obergericht
Das Altmärkische Obergericht war in der Frühen Neuzeit ein höheres Gericht mit Sitz in Stendal.

## Aufgaben und Struktur
Das Altmärkische Obergericht war ein Hof- und Landgericht, vor dem jeweils die Mitglieder der Ritterschaft sowie der Bauernschaft ihr Recht suchten. In erster Instanz entschied es Streitsachen des altmärkischen Adels, der freien Bauern sowie freien Lehnssassen. In zweiter Instanz entschied es über Appellationen von den städtischen und patrimonialen Gerichten sowie Justizämtern. Die Kompetenz erstreckte sich auf Schuld-, Münz- und Lehnssachen, später auch auf Kriminalvergehen. Zudem wurde das Land- und Hypothekenbuch beim Altmärkischen Obergericht geführt.
Das Gericht tagte auf der Burg Tangermünde und bestand aus dem Hof- und Landrichter sowie aus zwei Prokuratoren bzw. Assessoren.

## Geschichte
Das Altmärkische Obergericht geht auf ein seit 1520 entstandenes Quartalgericht mit Sitz in Stendal zurück. Dieses war dem 1516 gegründeten Kammergericht als eine Kommission untergeordnet. Es wurde vom Landeshauptmann geleitet, dem der Hauptmann von Salzwedel und zwei oder drei Assessoren beigeordnet waren. Nach seiner Vereinigung mit dem Hofgericht wurde es als Altmärkisches Obergericht bezeichnet. Im Dreißigjährigen Krieg wurde das Hofgericht nach Stendal verlegt und 1716 aufgelöst.
In den Jahren 1753 und 1782 wurde das Altmärkische Obergericht neu organisiert. Ihm stand nun ein Präsident vor, der von einem Direktor und vier Obergerichtsräten unterstützt wurde.
Im Jahre 1808 wurde das Altmärkische Obergericht mit der Einführung der westphälischen Gerichtsverfassung durch die neuen Gerichtshöfe (Civiltribunal in Stendal sowie Friedensgerichte) abgelöst. 1814 entstand dann das Land- und Stadtgericht Stendal.